# 阿比吉亞·阿南德
阿比吉亞·阿南德（英語：Abhigya Anand，2006年—），印度網路名人、印度预言家，被封為「印度神童」、「印度版宋七力」。

## 經歷
阿比吉亞·阿南德出生於2006年。他7歲開始在印度教神廟學習梵語，10歲學習印度占星術（Vedic Astrology）。2019年，他開始拍影片並上傳YouTube，內容包括新冠疫情等事件，並引起一部分國際媒體關注。
2024年8月1日，阿南德訪問台灣，接受民間全民電視公司新聞傳播群副總經理胡婉玲獨家專訪。